# 浦清英
浦 清英（うら きよひで、1970年5月26日 - ）は日本のキーボーディスト・サックス奏者、音楽プロデューサー。株式会社リバース所属。

## 人物
本人も認めているようにスキンヘッドがトレードマークであり、少し髪が伸び始めても、スキンに戻す。活動当初はキーボードのみ演奏していたが、学生時代から得意としていたサックスの使用もステージで行うようになり、サックス奏者としてバンド・サポートを務めることもある。

## 略歴
1970年、鳥取県倉吉市に生まれる。4歳からジャズ・ピアノを習う。
1986年、東京都立戸山高等学校入学。ブラスバンド部でテナー・サクソフォーンを担当。2年生では部長に就任。3年の文化祭では自主製作映画の音楽監督・作曲・ピアノ・サックスを担当した。
1987年、ジャズ・ピアニストの渋谷毅に弟子入り。
1994年、音楽活動に専念するため法政大学文学部を中退。「'94 tour innocent world」からMr.Childrenのツアーサポート・メンバーとして2005年「MR.CHILDREN DOME TOUR 2005 "I ♥ U"」までの全てのツアーのサポートを務め、Mr.Childrenのサポート・メンバーとして最も長く活動している人物。ツアー以外でも野外ロック・フェスティバルやLIVE UFOなど一部イベントのライブ、テレビ出演時にも参加することがある。
2000年、片岡大志が中心となり西川進・村田昭を含めた4人で矢井田瞳の専属サウンド・プロデュース・チーム「Diamond Head」結成。
2006年、中村中のプロデュース開始。

## 活動

### ライブ・サポート
- Mr.Children（1994年 - 2006年）
- 矢井田瞳（2000年 -）
- 中村中（2006年 - ）
- スキマスイッチ （2007年 - ）
- YUKI
- misono
- 片岡大志
- SUPER TRAPP
- joelle
- KOKIA （【Christmas gift】 Concert 2008年11月）
- ウルフルズ

### サウンド・プロデュース
- MOON CHILD（1996年 - ）
- 矢井田瞳（2000年 - ）
- 中村中（2006年 - ）
- THE ALFEE
- 堂本剛
- 浜田省吾
- SAYAKA
- V6
- 林原めぐみ
- キャプテンストライダム
- 鈴木朋
- サザーランド
- SPLAY
- 湘南探偵団
- PHONES
- joelle
- 岡平健治
- KOKIA

## 関連人物
- Sunny
- 河口修二